# Agustín Ubieto Arteta
Agustín Ubieto Arteta (Castejón, Navarra, 1938) és un historiador i medievalista aragonès (tot i néixer a Navarra), germà i deixeble del també historiador Antonio Ubieto Arteta.

## Biografia
Fou Director del Consell Escolar d'Aragó, Director de l'Institut de Ciències de l'Educació, Professor de Didàctica de les Ciències Socials i Vicerector de la Universitat de Saragossa (1998-2001). Així mateix fou membre del Consell d'Administració del Reial Saragossa.

## Obra
- 1972: Toponimia aragonesa medieval.
- 1976: Un obituario calahorrano del siglo XV.
- 1978: Notas sobre el patrimonio calceatense en los siglos XII y XIII.
- 1987: Los Mapas históricos: análisis y comentario.
- 1988: El Entorno, lo que nos rodea, como fuente histórica y materia de estudio.
- 1994: Aragón: territorio, evolución histórica y sociedad.
- 1997: Vicisitudes históricas del cenobio sijenense.
- 1998: Leyendas para una historia paralela del Aragón medieval.
- 1999: Los monasterios medievales de Aragón. Función histórica.
- 1999: El Monasterio dúplice de Sigena.
- 2001: El largo camino hacia las comarcas en Aragón: (aproximación didáctica).
- 2005: Cómo se formó Aragón (Bersión web y .pdf).
- 2007: Propuesta metodológica y didáctica para el estudio del patrimonio.
- 2007: Lecturas para comprender Aragón 2.